# Jakob Jost
Jakob Jost (* 23. März 1904 in Koblenz; † 2. Oktober 1960 in Bad Kissingen) war ein deutscher Politiker (Zentrum, CDP/CDU).

## Leben
Jost besuchte die Volksschule und machte danach 1918–1921 eine Verlagsausbildung bei der Koblenzer Volkszeitung. 1921–1926 war er Bürogehilfe bei den Böhler-Werken in Neuss und 1926–1935 Verlagsangestellter bei der Koblenzer Volkszeitung, Aus politischen Gründen wurde er 1935 entlassen und durch die Gestapo inhaftiert. 1935–1937 war er stellvertretender Geschäftsführer des Verlags der Paulinus-Druckerei in Trier. Auch dort wurde er aus politischen Gründen entlassen. 1937–1945 war er bei der Missions-Verkehrs-Arbeitsgemeinschaft in Köln tätig. 1940 leistete er Kriegsdienst und wurde aus gesundheitlichen Gründen entlassen. 1943 wurde er Geschäftsführer der Missions-Verkehrs-Arbeitsgemeinschaft.

## Politik
Während der Weimarer Republik war er Mitglied des Zentrums und Präfekt und Bezirksleiter der Marianischen Männerkongregationen. Nach der Machtergreifung war eine politische Tätigkeit nicht mehr möglich.
Nach dem Zweiten Weltkrieg trat er der CDP bei, aus der später der rheinland-pfälzische Landesverband der CDU hervorging. Er war Kreisvorsitzender der CDP für den Landkreis Koblenz. Für diese war er 1946/47 Mitglied der Beratenden Landesversammlung.
1945 wurde er Ortsbürgermeister von Mülheim (Landkreis Koblenz) und war 1945–1947 Amtsbürgermeister von Weißenthurm. 1947 wurde er Landrat des Landkreises Koblenz.